# Primeira Arbitragem de Viena

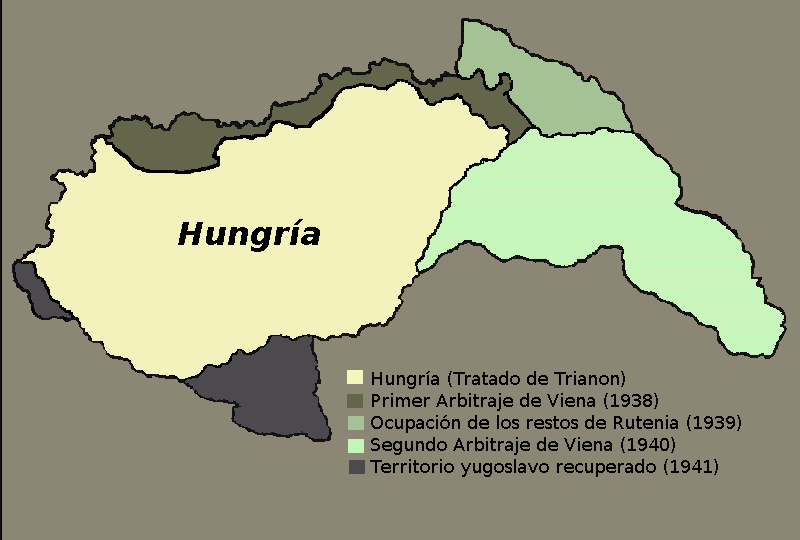
Hungria e os seus territórios recuperados no período entre-guerras e durante a Segunda Guerra Mundial

A divisão da Tchecoslováquia. Primeira Arbitragem de Viena em vermelho

A Primeira Arbitragem de Viena que ocorreu no Palácio Belvedere em Viena em 2 de novembro de 1938 como consequências diretas do Acordo de Munique (30 de setembro de 1938), foi um acordo territorial alcançado através da mediação e pressão da Alemanha nazista entre a Hungria e a Checoslováquia. O tratado corrigiu as fronteiras entre a Hungria e a Checoslováquia com base na distribuição étnica, logo depois da sequência da Primeira Guerra Mundial em que foi assinado o Tratado de Trianon em 1920 e que privou a Hungria de cerca de 70% do seu território. 

## História do acordo

### Conselho de Hitler
Até a Primeira Arbitragem de Viena, os árbitros da Alemanha nazista e da Itália fascista buscavam uma forma não-violenta para fazer valer as reivindicações territoriais da Hungria, na revisão do Tratado de Trianon de 1920. A Alemanha nazista estava então bem em sua própria revisão do Tratado de Versalhes, como no seu pedido de plebiscito na região do Sarre (13 de janeiro de 1935), a remilitarização da Renânia (7 de março de 1936) e a anexação da Áustria (12 de março de 1938). 
No outono de 1938, para evitar um possível confronto inadequado entre a Hungria de Miklós Horthy, muito preocupada em perder a oportunidade de recuperar territórios perdidos após a Guerra Mundial como aconteceu em Munique, e a Segunda República da Tchecoslováquia liderada por Emil Hácha, Adolf Hitler aconselhou-os a alcançar um acordo de fronteiras com base em critérios étnicos . 

### Mediação do Eixo
Em outubro, ficou claro que ambos os países não conseguiriam chegar a um acordo e Hitler decidiu remeter a questão para a mediação do Eixo. As potências ocidentais não se opuseram. O compromisso alcançado em 2 de novembro de 1938 pelos ministros das Relações Exteriores, o alemão Joachim von Ribbentrop e o italiano Galeazzo Ciano, definiu uma nova fronteira mais ajustadas dos limites étnicos que a antiga fronteira do Tratado de Trianon, mas Ciano conseguiu aumentar ligeiramente o território atribuído para a Hungria. 
A Checoslováquia cedia uma área de 14.106 km2 com 1.356.000 habitantes dos quais 678.000 eram húngaros (60%) e o restante, 553.000 eslovacos e 125.000 rutenos, com pequenos grupos de tchecos, alemães e judeus.  A Hungria, por sua vez, não ficou satisfeita com a transferência de Bratislava nem com o fato de não ter conseguido a completa absorção da Rutênia (o que só ocorreu no ano seguinte, em 23 de março de 1939).  
Dessa forma, os territórios de população amplamente magiar separados no sul da Eslováquia e do sul da Transcarpátia conhecido pelos húngaros com Hungria Superior, foram concedidos para a Hungria. A Hungria, assim, recuperou alguns dos territórios das atuais Eslováquia e Ucrânia, que tinha perdido pelo Tratado de Trianon no pós-guerra pela dissolução do Império Austro-Húngaro.
Em meados de março de 1939, Adolf Hitler deu a Hungria a permissão para ocupar o resto da Transcarpátia, ao norte até a fronteira com a Polônia, criando assim uma fronteira comum húngaro-polaca, como existiam antes do século XVIII durante das Partições da Polônia. 